# مايكل ديفيز (كاتب بريطاني)
مايكل ديفيز (بالإنجليزية: Michael Davies)‏ هو كاتب بريطاني، ولد في 13 مارس 1936 في يوفيل في المملكة المتحدة، وتوفي في 25 سبتمبر 2004 بسبب سرطان.